# Thomas Platt
Thomas Platt (* 4. Februar 1952 in Eberbach, Baden-Württemberg) ist ein deutscher Buch- und Filmautor, Gastrokritiker und Maler. Bekannt wurde Platt in den 1990er Jahren vor allem als Freund und Mitarbeiter des Comiczeichners Brösel alias Rötger Feldmann. Seit Werner – Beinhart! (1990) war Platt an den Drehbüchern sämtlicher Wernerfilme als Autor beteiligt. Einige seiner Bücher (u. a. zwei Bände Kochen für Stümper) wurden von Brösel illustriert.
Heute ist Platt vor allem als Restaurantkritiker bekannt, der u. a. in der Frankfurter Allgemeinen Sonntagszeitung, der Süddeutschen Zeitung, in Cicero und im Berliner Tagesspiegel publiziert und im Kulturradio des RBB kommentiert.

## Leben
Platt besuchte als Jugendlicher das Hohenstaufen-Gymnasium im baden-württembergischen Eberbach und studierte an der Freien Universität Berlin. Ab 1988 publizierte er unter dem Titel Geheimer Verführer humorvolle Stadtführer für die Städte Berlin, Hamburg, Köln, Düsseldorf und München.
Einem größeren Publikum wurde Platt erstmals 1990 als Freund und Mitarbeiter Brösels durch den Film Werner – Beinhart! bekannt. Neben dem Drehbuch verfasste Platt auch mit Brösel zusammen das gleichnamige Making-of-Buch im Semmel-Verlach. Seitdem war Platt bei den meisten Wernerfilmen Co-Autor, und Brösel illustrierte in den 1990ern einige von Platts Büchern. Um 1990 gründete Platt auch gemeinsam mit Brösel die Agentur Absolut Image & Text.
2011 hatte Platt die erste Ausstellung seiner Bilder unter dem Titel Panzerschlachten & Co. in Düsseldorf bei Reinmetall. 2012 folgte Panzerschlachten 2 – Analytische Abstraktionen im Hotel Palace in Berlin.
Platt lebt mit Hund als Kolumnist und freier Autor seit 1972 in Berlin.

## Filmografie (Auswahl)
- 1988: Schafe in Wales
- 1994: Asterix in Amerika (Asterix in America)
- 2001: Die Abrafaxe – Unter schwarzer Flagge
- 2011: Werner – Eiskalt!

## Publikationen
Geheime Verführer-Reihe:
- Der geheime Berlin-Verführer, FAB-Verlag 1988.
- Der geheime Berlin-Verführer '93, FAB-Verlag 1994, 146 S., ISBN 3-927551-26-0.
- Der geheime Berlin-Verführer '94, FAB-Verlag 2000, 229 S., ISBN 3-927551-30-9.

Mit Brösel alias Rötger Feldmann:
- Werner – Beinhart! (Buch zum Film), Semmel-Verlach 1990, ISBN 3-922969-89-5.
- Kochbuch für Stümper, Altamira Verlag 1990, 160 S., ISBN 3-927912-04-2.
  - Kochbuch für Stümper (erweiterte Neuauflage), Achterbahn Verlag 2000, 158 S., ISBN 3-928950-56-8.
- Kochbuch für Stümper, Band. 2, Achterbahn Verlag 1999, 125 S., ISBN 3-89719-035-4.
- Party für Stümper, (mit Martin Keune) Achterbahn Verlag 1998, 142 S., ISBN 3-928950-27-4.
  - Party-Tips für Stümper, Achterbahn Verlag 2000, ISBN 3-89719-068-0.
- Werner – Volles Rooäää!!! Fäkalstau in Knöllerup (Buch zum Film), Achterbahn Verlag 1999, ISBN 3-89719-023-0.
- Werner – Gekotzt wird später (Buch zum Film), Egmont Ehapa 2003, 24 S., ISBN 3-7704-2890-0.

Mit Günther Fannei:
- Berlin. Unsere 60 besten Restaurants 1990, Nicolaische Verlagsbuchhandlung 1990, 71 S., ISBN 3-87584-279-0.
- Berlin. Unsere 55 besten Restaurants 1992, Nicolaische Verlagsbuchhandlung 1997, 71 S., ISBN 3-87584-349-5.

Mit Julius Grützke:
- Berlin im Griff (1. Auflage, gebunden), Rowohlt 1999, 382 S., ISBN 3-87134-379-X.
  - Berlin im Griff – Mit 1000 Adressen und Empfehlungen (2. Auflage, broschiert), Rowohlt 1999, 346 S., ISBN 3-87134-232-7.
- Liebe Mieter und Untermieter!, Eichborn Verlag 1998, 190 S., ISBN 3-8218-1508-6.
- Einzelstücke – Geheimtips zum Einkaufen in Berlin, FAB-Verlag 2000, 249 S., ISBN 3-927551-45-7.

Sonstige:
- mit Sebastian Pelz: Das Haus am Schlieffenplatz, Gerstenberg (Gebrüder) 2002, ISBN 3-8067-2530-6.
- Berliner Glück: Heimatkunde – Klatsch – Lebensart, Oase Verlag 2006, 254 S., ISBN 3-88922-094-0.
- Was sucht die Sardelle auf dem Schnitzel? Streifzüge eines Restaurantkritikers, Diederichs Verlag 2012, 288 S., ISBN 3-424-35078-8.